# Alekszandr Szergejevics Jeszenyin-Volpin
Alekszandr Szergejevics Jeszenyin-Volpin (Leningrád, 1924. május 12. – Boston, Massachusetts, 2016. március 16.) oroszul Александр Сергеевич Есенин-Вольпин, orosz költő, matematikus, Szergej Jeszenyin költő házasságon kívül született fia, édesanyja Nagyezsda Volpin költőnő-műfordító.

## Életpályája
Jeszenyin soha nem ismerte a fiát, aki kb. másfél évvel apja halála előtt született. 1933-ban Nagyezsda a fiával Moszkvába költözött, Jeszenyin-Volpin itt végezte el a Lomonoszov Egyetemet 1946-ban. Többször vették kezelésbe pszichiátriai intézményekben „szovjetellenes versek” írása miatt, illetve tiltott irodalom terjesztése (szamizdat) vádjával. Egyik alkalommal Свободный философский трактат (Szabad filozófiai röpirat) című esszéje miatt vették őrizetbe. Vlagyimir Bukovszkij szerint Volpin diagnózisa igazából „kóros őszinteség” volt. 1950-ben Kazahsztánba száműzték, mint „társadalomra veszélyes elemet”, Sztálin halála után szabadult, és matematikafiozófusként vált ismertté, leginkább ultrafinitizmussal és intuicionizmussal foglalkozott. Szervezett tüntetést szamizdat terjesztése miatt börtönbe zárt írótársaiért, és részt vett emberjogi megmozdulásokon is.
1972-ben az Egyesült Államokba disszidált, ahol a Bostoni Egyetemen kezdett el dolgozni. 2005-ben szerepelt egy négyrészes dokumentumfilmben, melyet a Szovjetunióból disszidáltakról készített Vlagyimir Kara-Murza Они выбирали свободу (Ők a szabadságot választották) címmel. Volpin 40 év után, 2002-ben tért vissza hazájába, bár továbbra is az Egyesült Államokban élt.